# Nomenklatur
Eine Nomenklatur (lateinisch nomenclatura ‚Namensverzeichnis‘) ist eine Sammlung (siehe auch Glossar) und Festlegung (Namenskonvention) von Benennungen und Fachausdrücken aus einem bestimmten Themen- oder Anwendungsgebiet, die für bestimmte Bereiche verbindlich ist. Die Gesamtheit der in einem Fachgebiet gültigen Benennungen bildet eine Terminologie.

## Nomenklaturen nach Themengebieten
- Nomenklatur Archäologie: 
  - Ur- und frühgeschichtliche Terminologie und Systematik
- Nomenklatur Astronomie
- Nomenklatur Biologie:
  - Nomenklatur Bakteriologie: International Code of Nomenclature of Prokaryotes (für Bakterien und Archaeen)
  - Nomenklatur Botanik: Internationaler Code der Botanischen Nomenklatur
  - Nomenklatur Zoologie: Internationale Regeln für die Zoologische Nomenklatur
  - Nomenklatur Virologie: International Code of Virus Classification and Nomenclature (für Viren, Viriforme und andere subvirale Erreger)
- Nomenklatur Chemie
  - Nomenklatur (Organische Chemie)
- Nomenklatur Informatik:
  - Namenskonvention (Datenverarbeitung)
- Nomenklatur Medizin:
  - Nomenklatur Anatomie
  - Systematisierte Nomenklatur der Medizin (SNOMED)
  - Logical Observation Identifiers Names and Codes (LOINC)
- Nomenklatur Technik:
  - Joint Electronics Type Designation System
- Warennomenklaturen:
  - Zolltarif
  - Kombinierte Nomenklatur
  - TARIC
  - Internationales Warenverzeichnis für den Außenhandel
  - Warenverzeichnis für die Außenhandelsstatistik
  - Harmonisiertes Güterverzeichnis

## Der Begriff „Nomenklatur“ in der DDR und anderen sozialistischen Ländern
In der DDR wie in allen sozialistischen Ländern bezeichnete man mit „Nomenklatur“ – heute gemeinhin als „Nomenklatura“ unterschieden – die Zuständigkeit für die Besetzung bestimmter Positionen. Es existierten zwei Ebenen der Nomenklatur: die der Staatsorgane und die der Partei.